# Ёдзидзюкуго
Ёдзидзюкуго (яп. 四字熟語, буквально: «четырёхиероглифическая идиома») в японском языке — термин, используемый для обозначения сложных словесных конструкций, словосцеплений, состоящих из четырёх иероглифов. Особенностью такого рода слов является то, что их строение не подчинено правилам грамматики современного японского языка, поэтому морфологическую отнесённость каждого из составных элементов не всегда можно чётко определить.
Имеется два подвида таких сложносоставных лексем:
1. фразеологизмы (не все ёдзидзюкуго являются устойчивыми выражениями в классическом понимании);
2. не-идиоматические сложные словосочетания.

## Не-идиоматическиеёдзидзюкуго
Не-идиоматические сложные слова или словосочетания, состоящие из четырёх иероглифов — довольно распространённое явление в современном японском языке. Нередко такое сочетание состоит из двух слов, каждое из которых представлено двумя иероглифами. Почти всегда смысл целого легко определяется из значений отдельных компонентов.
Установить даже приблизительное количество таких словосочетаний не представляется возможным, так как они не являются устойчивыми выражениями и могут присутствовать в языке в любых формах и выступать в разнообразных вариантах и сочетаниях.
Примеры не-идиоматических ёдзидзюкуго:
- 大学教育 дайгаку-кё:ику (дайгаку университет + кё:ику образование) высшее образование
- 環境悪化 канкё:-акка (канкё: окружающая среда + акка ухудшение) ухудшение экологической обстановки
- 日米関係 нити-бэй канкэй (нити Япония + бэй США + канкэй связи) японо-американские отношения
- 歴史小説 рэкиси-сё:сэцу (рэкиси история + сё:сэцу рассказ) исторический роман
- 宣伝効果 сэндэн-ко:ка (сэндэн пропаганда + ко:ка эффект) пропагандистский эффект.

Другие примеры:
Ёдзидзюкуго в лозунгах и девизах:
- 文明開化 буммэй кайка, «цивилизация и просвещение»
- 和魂洋才 вакон ё: сай, «японский дух, западные знания»
- 殖産興業 сёкусан ко:гё: «увеличивать производство, продвигать промышленность»

## Фразеологизмы
Большой частью общего массива таких сложных слов являются идиомы. Эти четырёхиероглифические сложные конструкции функционируют как поэтические фразеологизмы, а иногда и как паремии (полноценные предложения).
Собственно говоря, ёдзидзюкуго наиболее известны именно в роли таких устойчивых выражений.
Ёдзидзюкуго в их фразеологической разновидности восходят к китайским устойчивым оборотам чэнъюй, являются, таким образом, китаизмами и имеют онные чтения, поэтому они трудны для восприятия на слух и чаще встречаются в письменной речи. Иногда понимание смысла такой идиомы невозможно даже при высоком уровне владения иероглификой, так как некоторые ёдзидзюкуго представляют собой своего рода крылатые слова, короткую культурологическую ссылку на историю или цитату из исторического анекдота, почерпнутого из китайской классики (такая разновидность называется кодзи-сэйго (яп. 故事成語, «устойчивое выражение с историей»), этот термин состоит из четырёх кандзи, а следовательно сам по себе является ёдзидзюкуго).
Примером может служить распространённая идиома 自己矛盾 дзиго мудзюн (досл. 自己 «сам» + 矛 «копьё» + 盾 «щит»), которая восходит к древнекитайскому философу Хань Фэю, приводящему в своём трактате следующую притчу: «Жил в царстве Чу торговец щитами и копьями. Продавая свой щит, он приговаривал: „Мои щиты настолько крепкие, что ничто не пронзит их“, продавая копья, говорил: „Нет на земле ничего, чего бы не пронзили мои копья“. Однажды его спросили: „А что будет если пронзить твой щит твоим же копьём?“. Торговец не знал, что ответить». Таким образом данная идиома имеет смысл «внутреннее противоречие, взаимоисключение, нечто несовместимое».
Несмотря на близкое родство с чэнъюями, можно обоснованно говорить о ёдзидзюкуго, как о самостоятельном явлении именно японского языка. Хотя многие идиомы действительно восходят к литературному китайскому языку вэньянь и являются общими для обоих языков, имеется также значительный пласт собственно японских ёдзидзюкуго. Японские фразеологизмы происходят из буддийской религиозной литературы, древних японских обычаев и пословиц, основаны на событиях и реалиях японской истории.
Использование ёдзидзюкуго престижно и всячески поощряется как признак высокой культуры и образованности.
Примеры ёдзидзюкуго китайского происхождения (то есть тождественных чэнъюям):
- 一攫千金 иккакусэнкин (ити один + каку схватить + сэн тысяча + кин золото)

нажить состояние в один приём, разбогатеть вдруг. (Происхождение: китайская классическая литература)
- 美人薄命 бидзинхакумэй (би красота + дзин человек + хаку тонкий + мэй жизнь)

У красавиц жизнь короткая. (Происхождение: китайская классическая литература)
- 酔生夢死 суйсэймуси (суй пьяный + сэй жизнь + му мечта + си смерть)

пьяно жить, умереть мечтая; промечтать всю жизнь, не сделав ничего значительного. (Происхождение: китайская классическая литература)
- 羊頭狗肉 ё:то:кунику (ё: овца + то: голова + ку собака + нику мясо)

(выставить) баранью голову, (а продавать) собачатину. Подлог, недобросовестная реклама. (Происхождение: китайская классическая литература)
Примеры ёдзидзюкуго японского происхождения:
- 一期一会 итигоитиэ (ити один + го жизнь + ити один + э встреча)

Каждая встреча происходит только раз в жизни (то есть любая встреча уникальна, больше такого общения никогда не повторится) (Происхождение: японская чайная церемония)
- 傍目八目　окамэхатимоку (傍 ока сторона; рядом + 目 мэ глаз + 八 хати восемь + 目 моку глаз)

Глаза(, смотрящие) со стороны — это восемь глаз. (То есть со стороны виднее).
- 手前味噌　тэмаэмисо (手 тэ рука + 前 маэ перед + 味噌 мисо соевая паста)

мисо собственного приготовления (нахваливать самого себя, петь дифирамбы самому себе).
- 二股膏薬　футаматаго: яку (二 фута два + 股 мата бедро + 膏薬 ко: яку мазь)

мазь для обеих ног (двурушник, служить и тем и этим)